# Ministerium für Klimaschutz, Landwirtschaft, ländliche Räume und Umwelt des Landes Mecklenburg-Vorpommern

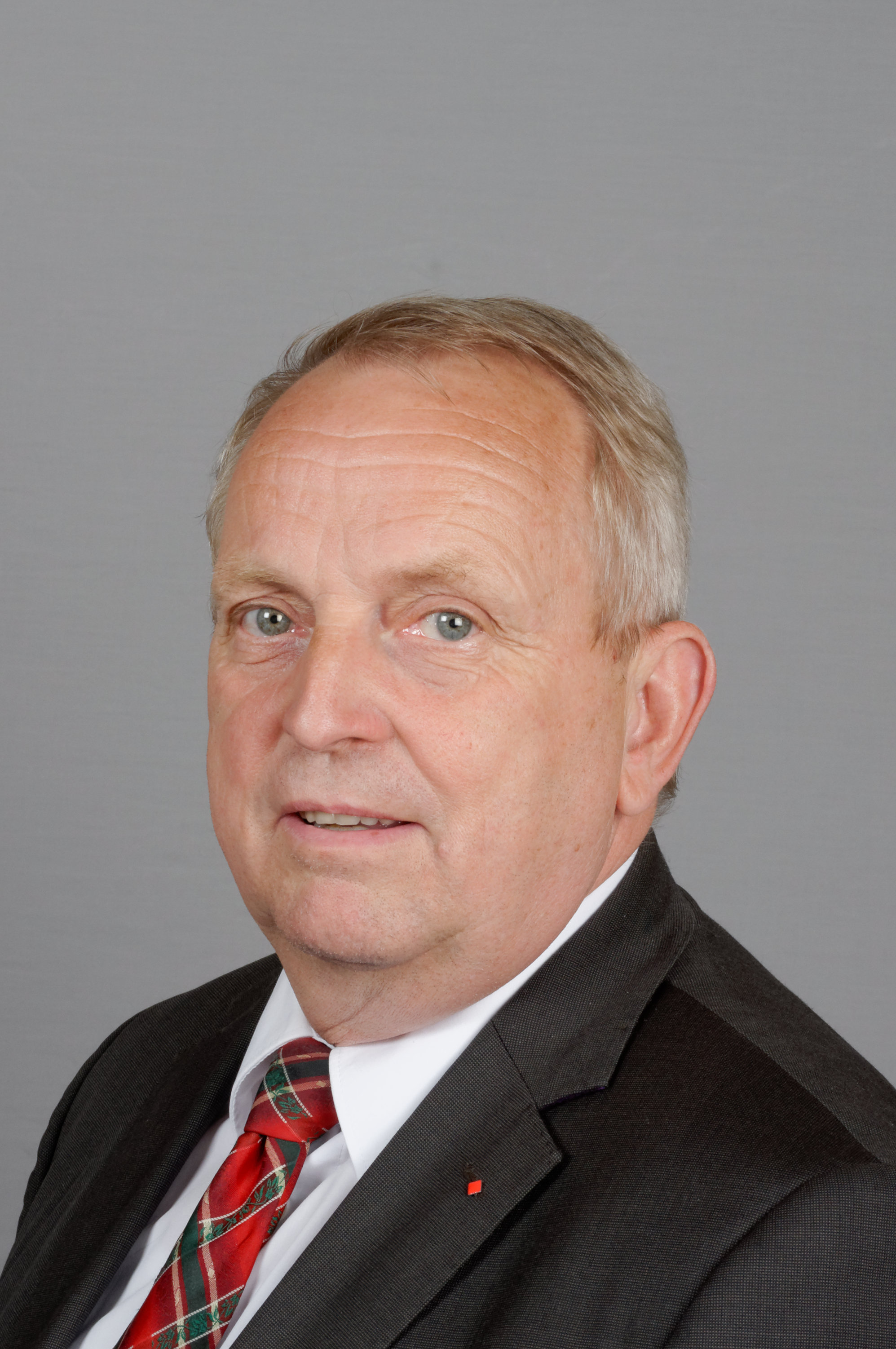
Minister Till Backhaus (2017)

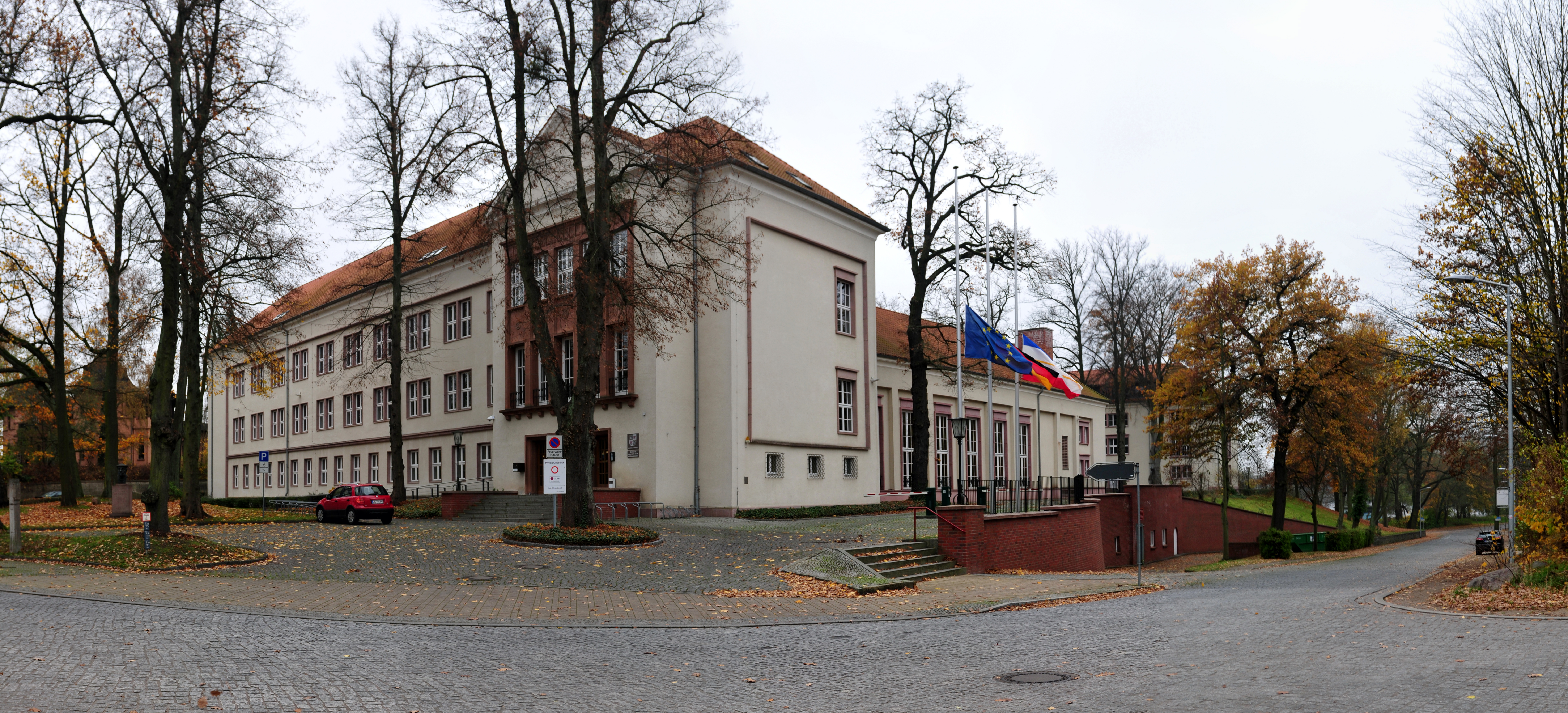
Ministerium am Paulshöher Weg 1, 1955 erbaut

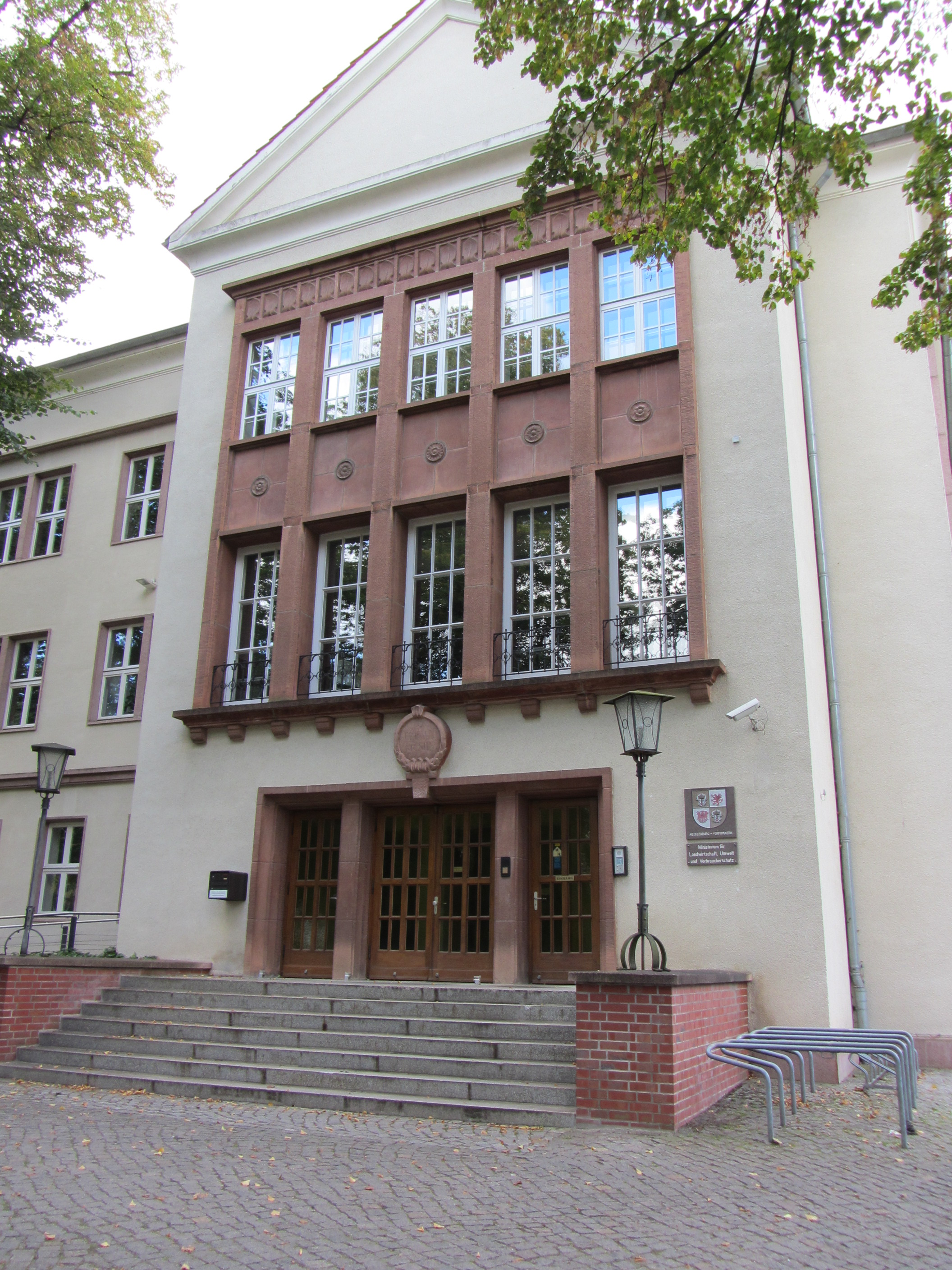
Portal des Ministeriums

Das Ministerium für Klimaschutz, Landwirtschaft, ländliche Räume und Umwelt des Landes Mecklenburg-Vorpommern mit Sitz in Schwerin ist eines von acht Ministerien der Landesverwaltung. Amtsinhaber ist seit 2006 Till Backhaus (SPD); ihm steht Elisabeth Aßmann (SPD) als Staatssekretärin zur Seite.

## Geschichte
Nach der Gründung des Landes Mecklenburg-Vorpommern 1945 bestanden zunächst keine klassischen Ministerien, sondern dem Präsidenten oder Vizepräsidenten unterstellte Abteilungen. Aus der Abteilung für Landwirtschaft/Forsten entstand 1946 das Ministerium für Landwirtschaft. Dieses wurde in den folgenden Jahren mehrfach umbenannt und bestand dann bis zur Auflösung des Landes 1952 als Ministerium für Landwirtschaft und Forsten.
Mit der Neugründung von Mecklenburg-Vorpommern 1990 wurde unter anderem ein Ministerium für Ernährung, Landwirtschaft, Forsten und Fischerei sowie ein Ministerium für Umwelt gegründet, wobei letzteres bereits 1992 zum Ministerium für Natur und Umwelt umbenannt wurde. In den folgenden Regierungen wurden an diesen Zuschnitten mehrfach Veränderungen vorgenommen. So bestanden von 1994 bis 1998 ein Ministerium für Landwirtschaft und Naturschutz und ein Ministerium für Bau, Landesentwicklung und Umwelt, während anschließend bis 2006 die Zuschnitte und Bezeichnungen von 1990 wieder hergestellt wurden. 2006 wurden die Bereiche „Landwirtschaft“ und „Umwelt“ zusammengefasst, bis 2021 trug das Ministerium daher den Namen Ministerium für Landwirtschaft und Umwelt. Seit 2021 trägt es seinen heutigen Namen.

## Gebäude
Das denkmalgeschützte Gebäude Paulshöher Weg 1 von 1953/55, entworfen von Franz Schiemer, war das ehemalige Institut zur Ausbildung von Berufsschullehrern, mit Vorlesungsräume, Hörsaal und Internat mit 300 Plätzen; im Foyer, Speisesaal und in den Außenanlagen sind Original-Ausstattungselemente der 1950er Jahre. Es ist seit 1991 Sitz des Ministeriums.

## Aufgaben
Das Ministerium ist zuständig für den Naturschutz, die Weiterentwicklung der Land-, Forst- und Ernährungswirtschaft sowie den Immissions-, Boden- und Gewässerschutz in Mecklenburg-Vorpommern. Die Aufgaben bestehen unter anderem in der Förderung der Entwicklung ländlicher Räume, dem Schutz der natürlichen Ressourcen Wasser und Boden, dem Tierschutz und dem Erhalt der Artenvielfalt. Es regelt und überwacht die Bewirtschaftung des Bodens, die Fischerei und artgerechte Tierhaltung sowie das Monitoring von Natur und Umwelt.

## Organisation
Das Ministerium für Landwirtschaft und Umwelt ist in fünf Abteilungen gegliedert.
- Abteilung 1: Allgemeine Abteilung
- Abteilung 2: Nachhaltige Entwicklung, Forsten und Naturschutz
- Abteilung 3: Landwirtschaft und ländliche Räume
- Abteilung 4: Wasser, Boden und Immissionsschutz
- Abteilung 5: Lebensmittelüberwachung, Veterinärwesen, Fischerei

Die Abteilungen sind wiederum in Referate – als kleinste organisatorische Einheit – gegliedert.

## Behörden und Einrichtungen

### Behörden
- Landesamt für Landwirtschaft, Lebensmittelsicherheit und Fischerei (LALLF)
- Landesamt für Umwelt, Naturschutz und Geologie Mecklenburg-Vorpommern (LUNG)
- Landesforschungsanstalt für Landwirtschaft und Fischerei Mecklenburg-Vorpommern (LFA)
- Fachschule für Agrarwirtschaft des Landes Mecklenburg-Vorpommern „Johann Heinrich von Thünen“ Güstrow-Bockhorst
- 4 Staatliche Ämter für Landwirtschaft und Umwelt (StÄLU) (Mecklenburgische Seenplatte, Mittleres Mecklenburg, Vorpommern, Westmecklenburg)
- 2 Nationalparkämter (NPA) (Müritz, Vorpommern)
- 2 Ämter für die Biosphärenreservate (AfBR) (Schaalsee, Südost Rügen)

### Einrichtungen
- Landesforst Mecklenburg-Vorpommern Anstalt des öffentlichen Rechts (LFoA)
- Akademie für Nachhaltige Entwicklung Mecklenburg-Vorpommern
- LMS Agrarberatung GmbH
- Landesbetrieb Landgestüt Redefin
- Forschungsinstitut für Nutztierbiologie (FBN)
- Landgesellschaft Mecklenburg-Vorpommern mbH
- Landestierärztekammer Mecklenburg-Vorpommern
- Tierseuchenkasse Mecklenburg-Vorpommern
- Stiftung für Umwelt- und Naturschutz Mecklenburg-Vorpommern
- Waldstiftung Mecklenburg-Vorpommern